# Пол Саффо
Пол Саффо (англ. Paul Saffo) — американський прогнозист науки. Асоційований професор у Школі інженерії Стенфордського університету (Каліфорнія). Автор статей для низки відомих часописів і науково-популярних видань.
Колумніст у ABC News. Статті Саффо з'являлися на шпальтах Harvard Business Review, Fortune, Wired, The Los Angeles Times, Newsweek, The New York Times і Washington Post. Член Шведської королівської академії інженерних наук.